# Argolide (unità periferica)
L'Argolide è una regione geografica della Grecia e dal punto di vista amministrativo è una delle cinque unità periferiche del Peloponneso, una delle tredici periferie (in greco περιφέρειες?, periféreies - informalmente regioni amministrative) della Grecia. Il capoluogo è la città di Nauplia.

## Geografia fisica
Occupa la parte nord-orientale della penisola del Peloponneso. Bagnata dal mar Egeo, si affaccia sul golfo di Nauplia. Il territorio è montuoso con un'unica pianura al centro, dove sorge la città di Argo.
I fiumi sono brevi ed hanno scarsa portata.
Argo è la città più popolosa, seguita da Nauplia, piccolo porto affacciato sul golfo omonimo. Altri centri abitati sono Kranidi ed Epidauro.

## Archeologia
L'Argolide è uno dei territori più importanti dell'archeologia greca: qui infatti, oltre al sito neolitico ed Antico Elladico di Lerna, si trovano le rovine delle città di Tirinto, Micene, Argo, Asini, che costituirono il cuore della civiltà micenea ed il centro d'irradiazione della sua cultura.
Di molto posteriori (dal IV sec. a.C. in poi) sono il celebre teatro di Epidauro ed i resti del santuario di Asclepio.

## Prefettura
L'Argolide era una prefettura della Grecia, abolita a partire dal 1º gennaio 2011 a seguito dell'entrata in vigore della riforma amministrativa detta piano Kallikratis
La riforma amministrativa ha anche modificato la struttura dei comuni che ora si presenta come nella seguente tabella:
| Nuovo comune         | Vecchio comune | Sede       |
| -------------------- | -------------- | ---------- |
| Argo-Micene          | Argo           | Argo       |
| Argo-Micene          | Achladokampos  | Argo       |
| Argo-Micene          | Alea           | Argo       |
| Argo-Micene          | Koutsopodi     | Argo       |
| Argo-Micene          | Lerna          | Argo       |
| Argo-Micene          | Lyrkeia        | Argo       |
| Argo-Micene          | Micene         | Argo       |
| Argo-Micene          | Nea Kios       | Argo       |
| Epidauro (Epidavros) | Epidauro       | Asklipieio |
| Epidauro (Epidavros) | Asklipieio     | Asklipieio |
| Ermionida            | Ermioni        | Kranidi    |
| Ermionida            | Kranidi        | Kranidi    |
| Nauplia (Nafplio)    | Nauplia        | Nafplion   |
| Nauplia (Nafplio)    | Asini          | Nafplion   |
| Nauplia (Nafplio)    | Midea          | Nafplion   |
| Nauplia (Nafplio)    | Nea Tiryntha   | Nafplion   |

## Precedente suddivisione amministrativa
Dal 1997, con l'attuazione della riforma Kapodistrias, la prefettura dell'Argolide era suddivisa in 14 comuni e 2 comunità.
| comuni        | cod YPES | capoluogo (se diverso) | codice postale |
| ------------- | -------- | ---------------------- | -------------- |
| Argo          | 0402     |                        | 212 00         |
| Asini         | 0403     | Drepano                | 210 60         |
| Asklipieio    | 0404     | Lygourio               | 210 52         |
| Epidauro      | 0406     |                        | 210 54         |
| Ermioni       | 0407     |                        | 210 51         |
| Koutsopodi    | 0408     |                        | 210 00         |
| Kranidi       | 0409     |                        | 213 00         |
| Lerna         | 0410     | Myloi                  | 212 00         |
| Lyrkeia       | 0411     |                        | 210 58         |
| Midea         | 0412     | Agia Triada            | 210 55         |
| Micene        | 0413     |                        | 212 00         |
| Nauplia       | 0414     |                        | 211 00         |
| Nea Kios      | 0415     |                        | 210 53         |
| Nea Tiryntha  | 0416     |                        | 211 00         |
| comunità      | Cod YPES | capoluogo (se diverso) | codice postale |
| Achladokampos | 0405     |                        | 210 57         |
| Alea          | 0401     |                        | 205 00         |